# Grundbach (Elbbach)
Der Grundbach, auch Frickhofener Bach genannt, ist ein knapp fünfeinhalb Kilometer (über seinen längsten Quellast 5,6 km) langer rechter und nördlicher Zufluss des Elbbaches im Westerwald.

## Geographie

### Verlauf
Der Grundbach entsteht nördlich von Dornburg aus zwei Quellästen. Der westliche Quellast entspringt auf einer Höhe von etwa 322 m ü. NHN am Ostrand des Naturschutzgebietes Blasiusberg (Gebiets Nr.: 1533002). Nach dem Zusammenfluss seiner Quellbäche fließt der Grundbach durch eine Grünfläche etwa 400 Meter nach Südsüdosten, knickt dann im fast rechten Winkel nach Südwest-West, um nach knapp 150 Metern wieder seine alte Fließrichtung einzunehmen. Nach einem halben Kilometer erreicht der Bach den Nordwestrand des Dornburger Ortsteils Frickhofen, fließt dann unterirdisch verrohrt durch die Ortschaft bis zur Hauptstraße. Dort wendet er sich nach Südwesten, taucht auf der Höhe der Ringstraße wieder an der Oberfläche auf, unterquert die Gleisanlagen der Oberwesterwaldbahn und verlässt kurz darauf den Ort. Er fließt nun durch Äcker bis zum St. Martinshof und wird dort von einem kleinen Feldgraben gespeist. Der Bach schlägt nun einen sanften Bogen und fließt danach durch Grünland am Westerwaldweiler vorbei. Etwa auf der Höhe des Antoniushofes teilt er sich in zwei Äste auf. Der westliche Ast, der auch weiterhin als Grundbach bezeichnet wird, fließt an einem Steinkammergrab vorbei und mündet schließlich auf einer Höhe von etwa 161 m ü. NHN  in den Elbbach.

### Flusssystem Elbbach
- Fließgewässer im Flusssystem Elbbach